# Cabeza la Vaca
Cabeza la Vaca és un municipi de la província de Badajoz, a la comunitat autònoma d'Extremadura.
Cabeza la Vaca